# گرنفل، ساسکاچوان
گرنفل، ساسکاچوان (به انگلیسی: Grenfell, Saskatchewan) یک منطقهٔ مسکونی در کانادا است که در ساسکاچوان واقع شده‌است. گرنفل ۳٫۱۷ کیلومتر مربع مساحت و ۱٬۰۹۹ نفر جمعیت دارد.